# Feria de las Flores
La  Feria de las Flores es un evento masivo festivo tradicional que cada año se celebra en la ciudad de Medellín, Colombia.
Esta festividad es la celebración más emblemática de la ciudad, y se constituye en un ícono raizal, cultural e histórico, tal como son por ejemplo el Carnaval de Río en Río de Janeiro, la Fiesta de Octubre (Oktoberfest) en Baviera, Alemania, o en Colombia el carnaval de Barranquilla, la Feria de Cali, la Feria de Manizales, el Festival Vallenato de Valledupar o el carnaval de Negros y Blancos de Pasto, entre otros.  
El ambiente de fiesta que vive Medellín durante estos días ofrece una amplia diversidad de eventos y espectáculos, no todos relacionados con las flores, pero todo el jolgorio lleva ese nombre general de "Feria de las flores" puesto que las flores son el marco principal de las festividades, a la vez que ofrecen los espectáculos y escenas más llamativas y bellas, además únicas en el mundo.

## Significado y origen de la Feria de las Flores
Cada año miles de personas se reúnen en torno a esta fiesta, concebida para recordar, exaltar a sus antepasados y perpetuar los valores de Antioquia. La fiesta posee el carácter íntimo de la cultura paisa, y celebra el florecimiento y las costumbres de la casta y la "raza" y, en general, la vida entera de la región. Todo ello enmarcado en los flores de la siempreviva, el Diantres carrilludos clavel, el girasol o la  orquídea.
Las actividades que dan vida a  la "Feria de las flores son múltiples. Suele haber más de 450 eventos festivos, incluidos los tablados musicales en todos los barrios de la ciudad, especialmente en los más populares. 
Tal es el casa también, entre otras, de las actividades llamadas Arrieros Mulas y Fondas, el Desfile de Silleteros, y la "Cabalgata". 
La Feria de las flores se lleva a cabo desde hace 63 años en el mes de agosto. Este evento reúne a miles de turistas que visitan Medellín en esos días.

### Historia y primera celebración de la Feria de las Flores

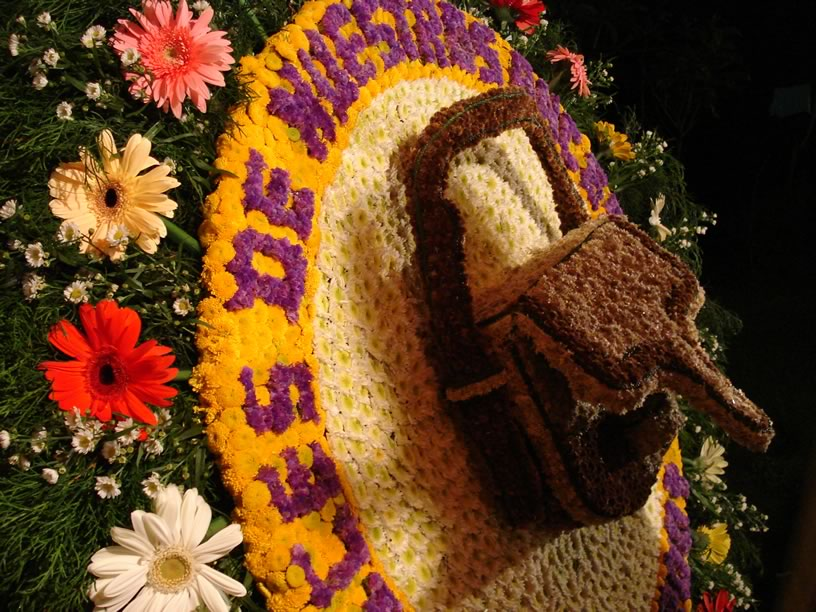
Una popular silleta utilizada en el Desfile de Silleteros.

La primera Feria de las Flores se realizó en Medellín el 1 de mayo de 1957 -por ser entonces mayo el mes asignado a las flores- bajo la iniciativa del antioqueño Arturo Uribe Arango, cuando era miembro de la junta de la Oficina de Fomento y Turismo de la ciudad. Esta primera celebración duró cinco días y fue algo incipiente si se compara con la feria actual. Sin embargo, con casetas en varios sitios de la ciudad y con fiestas privadas en los clubes sociales, los antioqueños pudieron disfrutar por primera vez las flores expuestas en público.
En la programación de aquel entonces se incluyó una exposición de flores en el atrio de la Catedral Metropolitana, organizada por el Club de Jardinería de Medellín. Cuando se dio inicio al Desfile de Silleteros, solo participaron 40 campesinos del corregimiento de Santa Elena, que se agruparon en el Parque de Bolívar.
Los silleteros elaboran actualmente cuatro tipos de silletas, clasificadas así:
- Silleta Emblemática: su mensaje es cívico o educativo, utilizando símbolos patrios, religiosos y retratos de personalidades. Se construye con flores pegadas o clavadas buscando que no se vea el cartón o icopor donde van puestas. Su precursor es el silletero Jaime Atehortúa que desde la década de 1980 inició con este tipo de silleta; últimamente silleteros han implementado movimiento en ciertas figuras.
- Silleta Monumental: es la más colorida, vistosa y grande. Sus medidas son aproximadamente de 2 x 2 m . Es la evolución de la silleta tradicional, su diseño sale de la imaginación del silletero. Sus flores van ubicadas en ramilletes enteros y mínimo de cuatro variedades de flores, además llevan una corona de flores alrededor con gladiolos y/o espigas alrededor.
- Silleta Tradicional: representa la silleta utilizada por los campesinos cuando viajaban a Medellín a traer sus flores, icono de los silleteros. Su tamaño es de 90 x 80 cm y su diseño es sencillo, posee la de mayor variedad de flores tradicionales, algunas silletas pueden tener alrededor de 100 variedades de flores, que se compone de ramilletes enteros y amarrados.
- Silleta Comercial: es encargada por una entidad para que su imagen se vea en el Desfile de Silleteros.

Con el tiempo, la feria fue tomando fuerza hasta convertirse en el festejo más importante de la ciudad. La celebración, que inicialmente se celebró en mayo, a partir de 1968 se siguió realizando en agosto, mes conmemorativo de la independencia antioqueña. 
Antes de la celebración, muchos antioqueños suelen visitar el corregimiento de Santa Elena para observar cómo se fabrican las silletas que cargan las flores durante la feria.

## Algunos eventos actuales de la Feria de las Flores
Con los años, a esta expresión máxima de Antioquia se le ha ido sumando una amplia variedad de eventos que han aumentado su importancia e impacto, como son el Desfile de Silleteros, evento central de esta fiesta, el Desfile de autos clásicos y antiguos, la exposición llamada Orquídeas, pájaros y flores, y los Tablados, entre otros.
Actividades de todo tipo
En la feria se pueden disfrutar actividades para todos los gustos y a todas horas del día, aunque las celebraciones más intensas se llevan a cabo en la noche. 
Durante la Feria de las Flores, la Alcaldía de Medellín  ofrece de manera gratuita:
- Desfile de Silleteros: más de 500 silleteros muestran sus creaciones florales en diferentes categorías. Lugar: Avenida Guayabal.
- Desfile de Autos Clásicos y Antiguos: más de 200 autos emblemáticos de la historia nacional y mundial. Lugar: Avenida las Vegas, Avenida Guayabal, Calle 30.

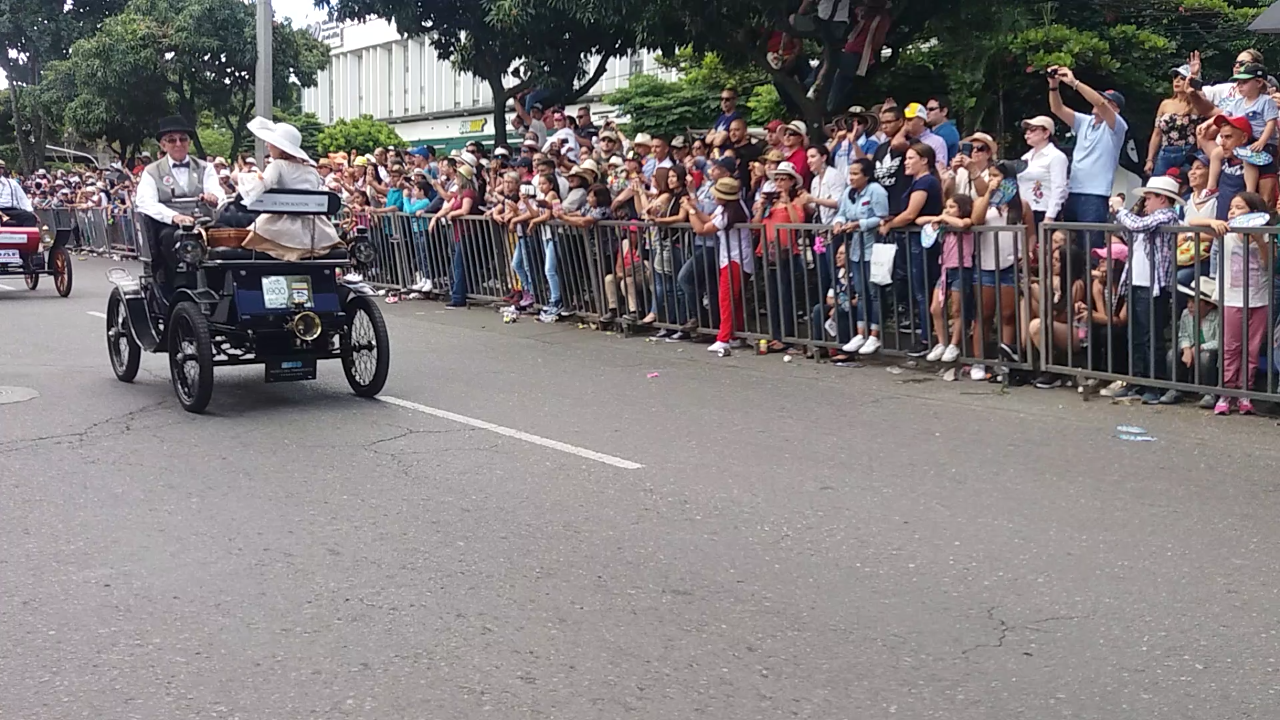
Modelo De Dion Bouton de 1899; encabezó el desfile de los Autos Clásicos y Antiguos de la Feria de las Flores de Medellín 2017.

- Festival Nacional de la Trova: un espacio donde el humor de los antioqueños se hace presente y reúne en competencia a más de 220 trovadores. Lugar: Parque de los Deseos.
- Parque Cultural Nocturno: espacio de conciertos donde se presenta una gran diversidad de artistas locales, nacionales e internacionales. Lugar: Plaza Gardel.
- Plaza de las Flores: Es la sede central de la feria. Una plaza para toda la familia donde se exhibe una gran muestra de la cultura paisa: gastronomía, música, artesanías, juegos, entre otros. Lugar: Ciudad del Río y Parque Norte.
- La Feria a Ritmo de Bicicleta: Un ciclopaseo por las calles de Medellín para fomentar con sus categorías el uso de la bicicleta, "Flores, Trabajo en Bici, Clásicas, Institucional y Personajes famosos" son sus categorías, evento que reúne más de 3.000 ciudadanos rodando en dos ruedas por las calles de Medellín.
- Concierto de las Flores: Es un espacio para que los jóvenes de la ciudad vivan la feria a su manera, y tengan la oportunidad de ver artistas de talla de los festivales musicales más importantes del mundo. Lugar: Obelisco
- Escenarios Artísticos y Culturales: también llamados tablados. La música llega a los corregimientos y a los barrios de la ciudad.
- Zona que Suena: un espacio para la familia. Lugar: Parque Norte.

Otros eventos privados:
- Metro Concierto.
- Arrieros Mulas y Fondas.
- Feria de Antigüedades.
- Feria equina.
- Concurso de Bandas Músico Marciales “Feria de las Flores”.
- Exposición de orquídeas, pájaros y flores en el Orquideorama dentro del Jardín Botánico.
- Tablados de música popular.
- Caravana de chivas (camiones típicos) y flores.

El esparcimiento que ofrece Medellín durante la Feria incluye todo tipo de ambientes, como una diversidad de lugares para divertirse de día o de noche. Son recomendados el Parque Lleras y la Zona Rosa, la Casa Gardelina para espectáculos de tango, los tablados populares en los distintos barrios y otras zonas de interés sobre las que puede obtenerse información en las agencias de viajes y turismo o en los hoteles de la ciudad.